# Doctor Syntax
Doctor Syntax è il quinto album in studio del musicista scozzese Edwyn Collins pubblicato il 29 aprile 2002.

## Tracce
1. Never Felt Like This – 4:15
2. Should've Done That – 4:23
3. Mine Is At – 4:58
4. No Idea – 4:51
5. The Beatles – 5:24
6. Back to the Back Room – 5:15
7. Splitting Up – 6:21
8. Johnny Teardrop – 4:11
9. 20 Years Too Late – 5:06
10. It's a Funny Thing – 4:23
11. Calling on You – 4:48